# Иравадийские дельфины
Иравади́йские дельфи́ны или орцеллы (лат. Orcaella) — род водных млекопитающих семейства дельфиновых (Delphinidae).

## Представители
Долгое время род считался монотипическим — до 2005 года, когда был выделен вид австралийский курносый дельфин.

## Распространение
Обитает в прибрежных водах Индийского океана от Бенгальского залива до севера Австралии.